# Adobe Distiller
Adobe Distiller è un programma per computer per convertire documenti dal formato PostScript a quello PDF, il formato nativo della famiglia dei prodotti Adobe Acrobat.  È stato pubblicato per la prima volta come componente di Acrobat nel 1993 .